# 亡命飛車
《亡命飛車》（英語："Getaway Car"）是美国创作歌手泰勒絲的一首歌曲，收录于其第6张录音室专辑《舉世盛名》中。歌曲由泰勒絲和杰克·安东诺夫共同创作及共同制作。

## 詞曲創作
“亡命飛車”是由泰勒絲和杰克·安东诺夫共同创作和共同制作。 時長為为3分53秒;音乐上，歌曲为每分钟86拍拍速。泰勒絲在歌曲中以C大調演唱，其音域介于G3与D5。在進入橋段後，有D大调的关键变化。音乐上，这首曲目是合成器流行的歌曲，让人想起她的第五張專輯《1989》的感覺。
在歌詞方面，这首歌讲的是试图通过犯罪现场逃脱隐喻为其他人留下“注定”的关系。泰勒絲还在歌词中提到了臭名昭着的犯罪夫妇邦妮和克莱德。

## 專業評價
滾石的罗伯·谢菲尔德列“亡命飛車”為泰勒絲第6首最棒的歌曲。新闻周刊的扎克·舍恩菲尔德更說這首歌是一首很棒且容光煥發的歌，声称钩子是“巨大的，既有抓地力又有活力”。

## 榜單表現
2018年9月6日，歌曲在澳大利亚和新西兰派往电台作为专辑在該兩國的第5支单曲发行，在澳大利亞排名第33，紐西蘭排名第9。

## 現場表演
這首歌第一次的現場表演是在2018年5月8日，位於亚利桑那州格伦代尔的鳳凰城大學體育場 ,這首歌也是被安排在舉世盛名體育場巡迴演唱會的曲目之一。在表演之前，泰勒絲還播放了专辑歌词本第一页中自己所寫的詩的影片。

## 榜單
| 榜單（2018）                           | 最高 排位 |
| -------------------------------------- | --------- |
| 澳大利亞（澳大利亚唱片业协会榜）       | 33        |
| 新西蘭（新西兰唱片音乐协会熱門單曲榜） | 9         |

## 認證
| 地區                                  | 认证 | 认证单位/销量 |
| ------------------------------------- | ---- | ------------- |
| 澳大利亚（澳大利亚唱片业协会）        | 白金 | 70,000‡       |
| *僅含認證的實際銷量 ^僅含認證的出貨量 |      |               |

## 發行歷史
| 地區     | 日期         | 形式         | 唱片公司         | 參考來源 |
| -------- | ------------ | ------------ | ---------------- | -------- |
| 澳大利亞 | 2018年9月6日 | 當代流行電台 | 大機器、環球音樂 | [ 14 ]   |
| 紐西蘭   | 2018年9月6日 | 當代流行電台 | 大機器、環球音樂 | [ 14 ]   |